# ソーンピチャイ・クラティンデーンジム
ソーンピチャイ・クラティンデーンジム（Sornpichai Kratingdaenggym、1974年4月21日 - ）は、タイ出身の元プロボクサー。元WBA世界フライ級王者。ソーンピチャイ・シンワンチャーとも。

## 来歴
1995年8月9日、プロデビュー。
1996年6月7日、WBU世界フライ級王座を獲得。以後、5度の防衛に成功。
1998年8月28日、PABAスーパーフライ級王座を獲得。以後、3度の防衛に成功。
1999年9月3日、WBA世界フライ級王者レオ・ガメスと対戦し、8回TKO勝ちで王座を獲得した。デビューからの戦績は17勝無敗となった。
2000年4月8日、ヒルベルト・ゴンザレスと対戦し、5回TKO勝ちで初防衛に成功した。
2000年8月5日、2度目の防衛戦でエリック・モレルと対戦し、0-3の判定負けで王座から陥落した。プロデビューからの連勝記録は19でストップした。
2000年12月16日、ベネズエラでアレクサンデル・ムニョスと対戦し、5回KO負け。
以後、タイで試合を重ねる。
2004年2月5日、後楽園ホールで鳥海純と対戦し、9回TKO負け。この試合を最後に引退した。

## 獲得タイトル
- WBU世界フライ級王座（防衛5度）
- 第4代PABAスーパーフライ級王座（防衛3度）
- WBA世界フライ級王座（防衛1度）